# Maurizio Tomassi
Maurizio Tomassi (Palestrina, 21 agosto 1956 – 17 maggio 2023) è stato un cestista e allenatore di pallacanestro italiano.

## Biografia
Giocò in serie C e tutta la trafila del settore giovanile nel Palestrina, successivamente in Serie A1 con la IBP Roma, poi con la Latertini Lazio e con l'Italcable Perugia; tornato a Palestrina, nel 1985 in serie C vinse subito il campionato riportando la squadra della propria città in Serie B.
Nella stagione 1979-80 con il Banco Roma conquistò la promozione in Serie A1.

## Palmarès
- Promozione in Serie A1: 1

Banco Roma: 1979-80